# Alvin Kamara
Alvin Mentian Kamara (* 25. Juli 1995 in Norcross, Georgia) ist ein US-amerikanischer American-Football-Spieler auf der Position des Runningbacks. Er spielt für die New Orleans Saints in der National Football League (NFL). Er wurde im NFL Draft 2017 als 67. Spieler in der 3. Runde ausgewählt.

## Frühe Jahre
Kamara besuchte die Highschool in Norcross, Georgia, und spielte dort von 2011 bis 2012 für das Footballteam der Schule. Er lief in diesen zwei Jahren insgesamt 3.564 Yards und schaffte dabei 43 Touchdowns.

## College

### University of Alabama
2013, in seinem ersten Jahr am College, besuchte Kamara die University of Alabama, spielte dort aber für kein Collegeteam.

### Hutchinson Community College
2014 wechselte Kamara zum Hutchinson Community College in Hutchinson, Kansas. Dort spielte er für die Blue Dragons und lief in 9 Spielen 1.211 Yards für 18 Touchdowns und fing 18 Bälle für insgesamt 219 Yards und drei Touchdowns.

### University of Tennessee
Von 2015 bis 2016 besuchte Kamara schließlich die University of Tennessee und spielte dort für die Tennessee Volunteers in der Southeastern Conference.

#### College-Statistiken
| Jahr   | Team   | Läufe | Rush Yds | Rush TD | Passfänge | Rec Yds | TD |
| ------ | ------ | ----- | -------- | ------- | --------- | ------- | -- |
| 2015   | UTK    | 107   | 698      | 7       | 34        | 291     | 3  |
| 2016   | UTK    | 103   | 596      | 9       | 40        | 392     | 4  |
| Gesamt | Gesamt | 210   | 1.294    | 16      | 74        | 683     | 7  |

Quelle: sports-reference.com

## NFL
Kamara wurde im NFL Draft 2017 als 67. Spieler insgesamt in der 3. Runde von den New Orleans Saints ausgewählt. Die Saints bekamen den Pick zuvor von den San Francisco 49ers im Tausch gegen einen Pick der 7. Runde und einen Zweitrunden-Pick des Drafts des folgenden Jahres.

### 2017
In seiner Rookiesaison 2017 wurde Kamara direkt von Beginn an vielseitig eingesetzt. Er kam sowohl im Laufspiel als auch im Passspiel und in den Special Teams als Kick Returner zum Einsatz.

Am 9. Spieltag kam er gegen die Tampa Bay Buccaneers auf insgesamt 152 Scrimmage-Yards und zwei Touchdowns und wurde dafür für zwei Auszeichnungen nominiert, den NFL Player of the Week und den Pepsi NFL Rookie of the Week. Letztere Auszeichnung gewann er bereits am 4. Spieltag gegen die Miami Dolphins im Rahmen der NFL International Series in London. Kamaras Statistik lag dabei mit insgesamt 96 Yards und einem Touchdown hinter der Performance des 9. Spieltags, allerdings konnte er sich wohl aufgrund von Sympathien beim von Fans gewählten Preis gegen seine Mitnominierten durchsetzen. Beide Nominierungen des 9. Spieltags konnte Kamara für sich entscheiden. Am darauffolgenden 10. Spieltag konnte er mit 106, also erstmals über 100 erlaufenen Yards und einem Touchdown erneut den Award des Pepsi NFL Rookie of the Week gewinnen und wurde während der laufenden Saison bereits zum dritten Mal ausgezeichnet. Nach den Spieltagen 11 und 12 gewann er diesen Award jeweils erneut, zum dritten und vierten Mal in Folge bzw. zum vierten und fünften Mal insgesamt.

Er wurde für November 2017 zum Rookie of the Month gewählt und gewann den "Pepsi NFL Rookie of the Week"-Award in Woche 13 zum fünften Mal in Folge und sechsten Mal insgesamt.

Kamara wurde in seiner Rookie-Saison in den Pro Bowl gewählt und schaffte dies zusammen mit Teamkollege Mark Ingram junior als erstes Runningback-Duo der NFL.

Im letzten Spiel der Regular Season gegen die Tampa Bay Buccaneers gelang ihm mit 106 Yards zum Touchdown der längste Kickoff Return in der Geschichte der Franchise. Mit diesem Touchdown und einem weiteren aus dem Laufspiel wurde Kamara in der letzten Woche der Regular Season zum insgesamt siebten Mal zum Pepsi NFL Rookie of the Week gewählt.
Kamara erreichte gleich in seiner Rookie-Saison mit den Saints die Play-offs. Zwar schieden sie in der Divisional Round aus, doch Kamara konnte in seinen ersten beiden Play-off-Spielen je einen Touchdown erzielen.
Nach seiner Rookie-Saison wurde Kamara sowohl von den Fans zum Pepsi NFL Rookie of the Year also auch von der Associated Press zum Rookie-Angriffsspieler des Jahres gewählt.

### 2018
Da Runningback-Teamkollege Mark Ingram die ersten vier Spiele der Regular Season der Saison 2018 gesperrt ausfiel, war Kamara der klare und einzige Starter bei den Saints auf dieser Position. Kamara zeigte sehr starke Spiele und konnte seinen Stellenwert im Team auch nach seiner starken Rookie-Saison festigen.
Nach der Rückkehr von Ingram übernahm Kamara eine ähnliche Rolle wie in seiner Rookie-Saison, konnte dabei aber weiterhin seine sehr guten Leistungen bestätigen.
Trotz seiner erneut konstanten Leistungen wurde Kamara in dieser Saison zunächst nicht in den Pro Bowl gewählt, da in diesem Jahr Todd Gurley, Ezekiel Elliott und Giants-Rookie Saquon Barkley der Vorzug gegeben wurde. Nachdem Gurley aber mit den Rams an Super Bowl LIII teilgenommen hatte, wurde Kamara in den Pro Bowl nachgereiht.

### 2019
Trotz des Wechsel Ingrams zu den Baltimore Ravens wurde Kamaras Rolle bei den Saints nicht verändert und bekam mit Latavius Murray einen neuen Runningback-Partner. 2019 musste Kamara einige Karriereniedrigwerte verzeichnen, da er nur für 797 Yards und fünf Touchdowns lief. Zudem fing er 81 Pässe für einen Touchdown und 533 Yards. Während der Saison hatte er mit Knie- und Knöchelproblemen zu kämpfen, weshalb er die Spieltage 7 und 8 verpasste. Während seiner ersten 12 Spiele konnte insgesamt er nur zwei Touchdowns erzielen. Dennoch wurde er in den Pro Bowl gewählt.

### 2020
Kamara verlängerte am 12. September 2020 vorzeitig seinen Vertrag um 5 Jahre. Die Vertragsverlängerung hat einen Gesamtwert von 75 Millionen US-Dollar, wovon 34,3 Millionen garantiert sind und der Unterschriftsbonus 15 Millionen ausmacht. Auch in seiner vierten Spielzeit in der NFL konnte Kamara wieder mit seinen Leistungen auf dem Spielfeld überzeugen und wurde erneut und damit zum vierten Mal in seiner Karriere in den Pro Bowl gewählt. In der 16. Woche der NFL-Saison (2020) gelang Kamara beim Spiel gegen die Minnesota Vikings am Weihnachtstag historisches. Kamara erlief für die Saints 6 Rushing Touchdowns, dies gelang zuvor nur 1929 Ernie Nevers.

### NFL-Statistiken
| Saison                             | Team             | Spiele | Spiele      | Laufspiel | Laufspiel | Laufspiel    | Laufspiel | Laufspiel | Passspiel | Passspiel | Passspiel    | Passspiel | Passspiel | Fumbles | Fumbles |
| Saison                             | Team             | Gesamt | als Starter | Versuche  | Yards     | Durchschnitt | Längster  | TD        | Passfänge | Yards     | Durchschnitt | Längster  | TD        | Fum     | Lost    |
| ---------------------------------- | ---------------- | ------ | ----------- | --------- | --------- | ------------ | --------- | --------- | --------- | --------- | ------------ | --------- | --------- | ------- | ------- |
| 2017                               | NOR              | 16     | 3           | 120       | 728       | 6,1          | 74        | 8         | 81        | 826       | 10,2         | 40        | 5         | 1       | 1       |
| 2018                               | NOR              | 15     | 13          | 194       | 883       | 5,6          | 49        | 14        | 81        | 709       | 8,8          | 42        | 4         | 1       | 0       |
| 2019                               | NOR              | 14     | 9           | 171       | 797       | 4,7          | 40        | 5         | 81        | 533       | 6,6          | 41        | 1         | 4       | 1       |
| 2020                               | NOR              | 15     | 10          | 187       | 932       | 5,0          | 49        | 16        | 83        | 756       | 9,1          | 52        | 5         | 1       | 0       |
| 2021                               | NOR              | 13     | 10          | 240       | 898       | 3,7          | 30        | 4         | 47        | 439       | 9,3          | 31        | 5         | 0       | 0       |
| 2022                               | NOR              | 15     | 13          | 223       | 897       | 4,0          | 27        | 2         | 57        | 490       | 8,6          | 54        | 2         | 4       | 4       |
| 2023                               | NOR              | 13     | 12          | 180       | 694       | 3,9          | 17        | 5         | 75        | 466       | 6,2          | 25        | 1         | 0       | 0       |
| 2024                               | NOR              | 14     | 14          | 228       | 950       | 4,2          | 42        | 6         | 68        | 543       | 8,0          | 57        | 2         | 1       | 1       |
| Gesamte Karriere                   | Gesamte Karriere | 115    | 84          | 1.543     | 6.779     | 4,4          | 74        | 60        | 573       | 4.762     | 8,3          | 57        | 25        | 12      | 7       |
| Quelle: pro-football-reference.com |                  |        |             |           |           |              |           |           |           |           |              |           |           |         |         |